# Зеннек, Джонатан
Джонатан Адольф Вильгельм Зенек (нем. Jonathan Adolf Wilhelm Zenneck) (15 апреля 1871 г. — 8 апреля 1959 г.) — немецкий физик и электротехник, внесший вклад в исследования эффективности радиосхем, автор научных и учебных работ по радиотехнике.
Зенек усовершенствовал электронно-лучевую трубку Брауна, добавив вторую отклоняющую структуру под прямым углом к первой, что позволило просматривать форму волны в двух измерениях. Это двумерное отображение является основополагающим для осциллографа.

## Ранние годы
Зеннек родился в Руппертсхофене, Вюртемберг.
В 1885 году он поступил в Евангелическо-теологическую семинарию в Маульбронне. В 1887 году, находясь в семинарии Блаубойрена, Зеннек выучил латынь, греческий, французский и иврит. В 1889 году он поступил в Тюбингенский университет. В Тюбингенской семинарии он изучал математику и естественные науки. В 1894 году Зеннек сдал государственный экзамен по математике и естественным наукам, а также экзамен на докторскую степень. Его диссертация под руководством Теодора Эймера была посвящена эмбрионам ужа.
В 1894 году ЦЗннек проводил зоологические исследования (Музей естественной истории, Лондон). С 1894 по 1895 год он служил в армии.

## Дальнейшая жизнь
В 1895 году Зеннек оставил зоологию и переключился на новую область науки, начав изучать радио. Он стал ассистентом Фердинанда Брауна и преподавателем в «Physikalisches Institut» в Страсбурге, Эльзас. Лекции Николы Теслы познакомили его с темой беспроводной связи.
В 1899 году Зеннек начал изучать радиотелеграфию, первоначально — на суше, но затем его больше заинтересовали большие расстояния, которые были актуальны для морской связи.
В 1900 году он начал эксперименты по связи корабль — побережье в Северном море недалеко от Куксхафена, Германия. В 1902 году он провел испытания направленных антенн. В 1905 году Зеннек покинул Страсбург, так как был назначен доцентом в Данцигской высшей технической школе, а в 1906 году он стал профессором экспериментальной физики в Брауншвейгской высшей технической школе. Также в 1906 году Ценнек написал книгу «Электромагнитные колебания и беспроволочная телеграфия», ставший стандартным учебником по предмету. В 1909 году он начал работать в компании BASF, для которой проводил экспериментиы с электрическими разрядами в воздухе. Конечной целью этой экспериментальной деятельности было получение связанного азота для производства удобрений.
В 1913 году он стал директором недавно созданного Физического института Мюнхенского технического университета.
Зеннек проанализировал решения уравнений Максвелла, которые локализованы для случая границы между проводящей средой и непроводящей средой. В этих решениях напряженность электрического поля экспоненциально убывает в каждой среде по мере увеличения расстояния от границы. Эти волны иногда называют волнами Зеннека. Зеннек проанализировал решения с плоскими волнами, обладающими этим свойством; он также проанализировал решения с цилиндрической симметрией, обладающие этим свойством.
Во время Первой мировой войны Ценнек служил на передовой в звании капитана морской пехоты. Однако в 1914 году немецкое правительство отправило его и Карла Фердинанда Брауна в Соединенные Штаты в качестве технических консультантов по патентному делу, касающемуся компании Telefunken. Американская компания Marconi подала в суд на Telefunken за нарушение патентных прав. Это разбирательство было инициированно британским правительством в попытке закрыть трансатлантический беспроводной телеграф между США и Германией . Дело зашло в тупик, и постепенно сошло на нет к тому моменту, когда Соединенные Штаты вступили в войну, объявив Ценнека военнопленным.
Он был уволен в отставку только в 1920 году, когда он наконец смог занять должность профессора экспериментальной физики в Технической высшей школе Мюнхена. В это время он возобновил исследования распространения радиоволн, теперь уже на коротких волнах, и первым в Германии изучал ионосферу с помощью вертикального зондирования на своей станции в Кохеле/Бавария. С 1930-х годов Ценнек руководил Немецким музеем в Мюнхене и перестроил его после Второй мировой войны. В 1928 году Ценнек был награжден Медалью почета IRE за достижения в фундаментальных исследованиях в области радиотехники, а за свою научно-педагогическую деятельность он получил Кольцо Сименса в 1956 году.

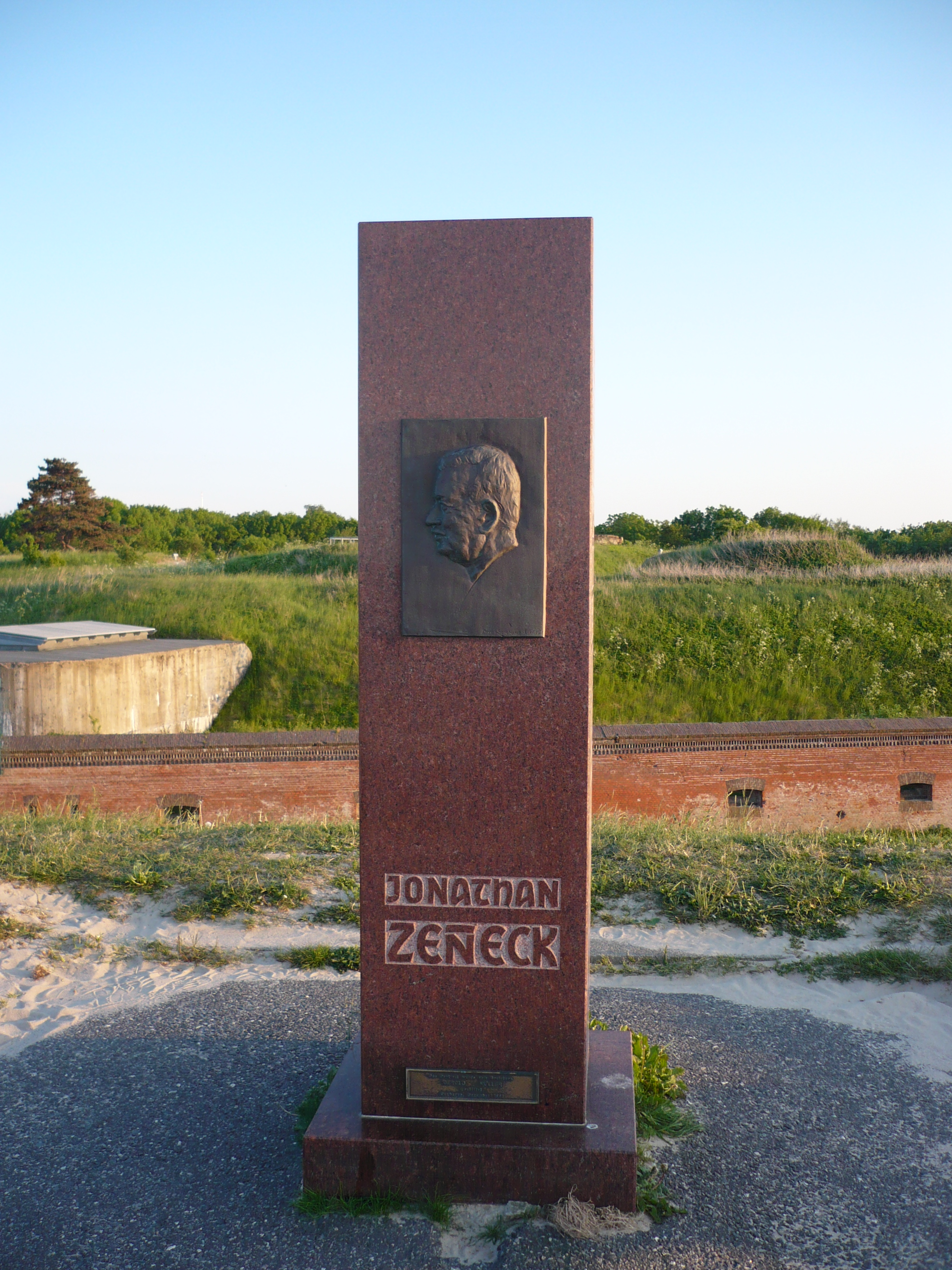
Памятник Джонатану Зеннеку, установленный в Куксхафене

### Статьи
- Jonathan Zenneck, «Über die Fortpflanzung ebener elektromagnetischer Wellen längs einer ebenen Leiterfläche und ihre Beziehung zur drahtlose n Telegraphie» («On the propagation of plane electromagnetic waves along a planar conductor surface and its relation to wireless telegraphy»), Ann. Physik [4] 23, 846 (1907).

### Книги
- Electromagnetic oscillations and wireless telegraphy (Gr., Elektromagnetische Schwingungen und drahtlose Telegraphie). F. Enke, 1905.
- Microwaves and electroacoustics (Gr., Hochfrequenztechnik und Elektroakustik). Volume 1. Academic publishing company Geest & Portig., 1908
- Wireless telegraphy. McGraw-Hill Book Company, inc., 1915.